# ويليس كول
ويليس كول (بالإنجليزية: Willis Cole)‏ هو لاعب كرة قاعدة أمريكي، ولد في 6 يناير 1882 في ميلتون في الولايات المتحدة، وتوفي في 11 أكتوبر 1965 في ماديسون في الولايات المتحدة.

## وصلات خارجية
- ويليس كول على موقعبيزبول رفرنس.كوم (الدوري الرئيسي) (الإنجليزية)
- ويليس كول على موقعبيزبول رفرنس.كوم (الدوري الثانوي) (الإنجليزية)